# FC Girondins de Bordeaux
Az FC Girondins de Bordeaux egy francia labdarúgóklub Bordeaux-ban. A csapatot 1881-ben alapították. Hatszor (1950-ben, 1984-ben, 1985-ben, 1987-ben, 1999-ben, és 2009-ben) nyertek francia bajnokságot. Hazai mérkőzéseiket a Stade Bordeaux-Atlantique-ben játsszák.
1995-ben a csapat megnyerte az UEFA Intertotó-kupát. Legnagyobb európai sikerük az 1996-os UEFA-kupa-döntő volt, ahol a Bayern München volt az ellenfelük.
2024-ben a csapat feladta profi státuszát, miután pénzügyi problémák miatt kiesett a másodosztályból.

## Története

### Jelentős évszámok
- 1881–82 – Megalapítják a klubot
- 1937 – A csapat profivá válása
- 1941 – Az első győzelem döntőben: Francia kupa
- 1945 – Az első szezon az élvonalban
- 1950 – Az első bajnoki cím
- 1964 – Az első szereplés az európai kupaporondon
- 1984 – Az első Bajnokok Ligája részvétel, a csapat az elődöntőben esett ki a Juventus ellen 2–3-as összesítéssel
- 1987 – Az első duplázás (bajnokság, kupa)
- 1995 - A német Karlsruhe ellen megnyerték az UEFA Intertotó-kupát
- 1996 – Az első nagy európai döntő, a csapat a Bayern München-től szenvedett 5–1-es összesítéssel vereséget

## Játékosok

### Jelenlegi keret
2022. szeptember 28. szerint
| #  |     | Poszt | Név                                           |
| -- | --- | ----- | --------------------------------------------- |
| 2  | NOR | V     | Stian Rode Gregersen                          |
| 3  | FRA | V     | Johaneko Louis-Jean                           |
| 4  | CMR | V     | Malcom Bokele                                 |
| 5  | FRA | V     | Yoann Barbet                                  |
| 6  | UKR | KP    | Danilo Ihnatenko                              |
| 7  | FRA | CS    | Dilane Bakwa                                  |
| 8  | MLI | KP    | Issouf Sissokho                               |
| 10 | SEN | CS    | Aliou Badji (kölcsönben az Amiens csapatától) |
| 11 | NGA | CS    | Josh Maja                                     |
| 13 | BRA | KP    | Fransérgio                                    |
| 14 | COD | V     | Vital N'Simba                                 |
| 16 | FRA | K     | Gaëtan Poussin                                |
| 17 | FRA | KP    | Lenny Pirringuel                              |

| #  |     | Poszt | Név                                                         |
| -- | --- | ----- | ----------------------------------------------------------- |
| 19 | GAB | V     | Jacques Ekomié                                              |
| 20 | FRA | CS    | Julien Vetro                                                |
| 22 | FRA | KP    | Logan Delaurier-Chaubet                                     |
| 23 | FRA | V     | Junior Mwanga                                               |
| 26 | FRA | KP    | Emeric Depussay                                             |
| 27 | FRA | KP    | Tom Lacoux                                                  |
| 29 | HON | CS    | Alberth Elis                                                |
| 30 | GEO | KP    | Zuriko Davitashvili (kölcsönben a Dinamo Batumi csapatától) |
| 31 | POL | K     | Rafał Strączek                                              |
| 34 | FRA | V     | Clément Michelin (kölcsönben az AÉK csapatától)             |
| 81 | FRA | V     | Marvin De Lima                                              |
| 97 | FRA | CS    | Lucas Rocrou                                                |
| 99 | FRA | K     | Grégoire Swiderski                                          |

### Híres játékosok
| Franciaország - William Ayache - Ibrahim Ba - Patrick Battiston - Philippe Bergeroo - Éric Cantona - Didier Deschamps - Raymond Domenech - Dominique Dropsy - Christophe Dugarry - Jean-Marc Ferreri - Jean Gallice - René Girard - Alain Giresse - Bernard Lacombe - Lilian Laslandes - Bixente Lizarazu - Johan Micoud - Stéphane Paille - Jean-Pierre Papin - Ulrich Ramé - Alain Roche - Gérard Soler - Jean-Christophe Thouvenel - Jean Tigana - Marius Trésor - Philippe Vercruysse - Sylvain Wiltord - Zinédine Zidane | Argentína - Héctor De Bourgoing - Fernando Cavenaghi Algéria - Ali Benarbia Belgium - Gilbert Bodart - Enzo Scifo - Marc Wilmots - Patrick Vervoort Brazília - Eduardo Costa - Deivid - Denilson - Fernando - Ricardinho - Sávio - Marcio Santos Kamerun - Joseph-Antoine Bell Csehország - Vladimir Smicer Dánia - Jesper Olsen | Németország - Klaus Allofs - Manfred Kaltz - Dieter Müller - Uwe Reinders Görögország - Mihálisz Kapszísz Marokkó - Marván as-Samáh Montenegró - Niša Saveljić Hollandia - Wim Kieft - Stanley Menzo - Kiki Musampa - Richard Witschge Portugália - Marco Caneira - Fernando Chalana - Pedro Pauleta Oroszország - Alekszej Szmertyin Spanyolország - Salvador Artigas - Albert Riera - Jaime Mancisidor - Francisco Mateo - Santiago Urtizberea |

## Vezetőedzők
| - 1948-1957 : André Gérard - 1957 : Santi Urtizberea - 1957-1960 : Camille Libar - 1960-1967 : Salvador Artigas - 1967-1970 : Bakrim - 1970-1972 : André Gérard - 1972-1974 : Pierre Phelipon - 1974-1976 : André Menaut - 1976-1978 : Christian Montes - 1978-1979 : Luis Carniglia - 1979-1980 : Raymond Goethals - 1980-1989 : Aimé Jacquet - 1989 : Didier Couécou - 1989-1990 : Raymond Goethals |  | - 1990 : Gernot Rohr - 1990-1991 : Gérard Gili - 1991-1992 : Gernot Rohr - 1992-1994 : Rolland Courbis - 1994-1995 : Toni - 1995: Eric Guérit - 1995-1996: Slavo Muslin - 1996: Gernot Rohr - 1996-1997 : Rolland Courbis - 1997: Guy Stéphan - 1998-2003 : Elie Baup - 2003-2005 : Michel Pavon - 2005-2007: Ricardo Gomes - 2007-2010 : Laurent Blanc |  | - 2010-2011 : Jean Tigana - 2011 : Éric Bedouet - 2011-2014 : Francis Gillot - 2014-2016 : Willy Sagnol - 2016 : Ulrich Ramé - 2016-2018 : Jocelyn Gourvennec - 2018 : Gustavo Poyet - 2018-2019 : Ricardo Gomes - 2019-2020 : Paulo Sousa - 2020-2021 : Jean-Louis Gasset - 2021-2022 : Vladimir Petković - 2022- : David Guion |

## Külső hivatkozások
- Hivatalos weboldal (franciául)